# Jankovice (Uherské Hradiště)
Jankovice (in tedesco Jankowitz) è un comune della Repubblica Ceca facente parte del distretto di Uherské Hradiště, nella regione di Zlín.